# Vasa handelsläroverk
Vasa handelsläroverk är detta före detta läroverk  från i Vasa, Finland. Läroverket har gått upp i Vasa yrkesinstitut. Där bedrevs merkonom- och merkantutbildning med grundskola som inträdeskrav och merkonomexamen med studentexamen som inträdeskrav. De senare kallades studentmerkonomer.